# ハバナ近郊鉄道

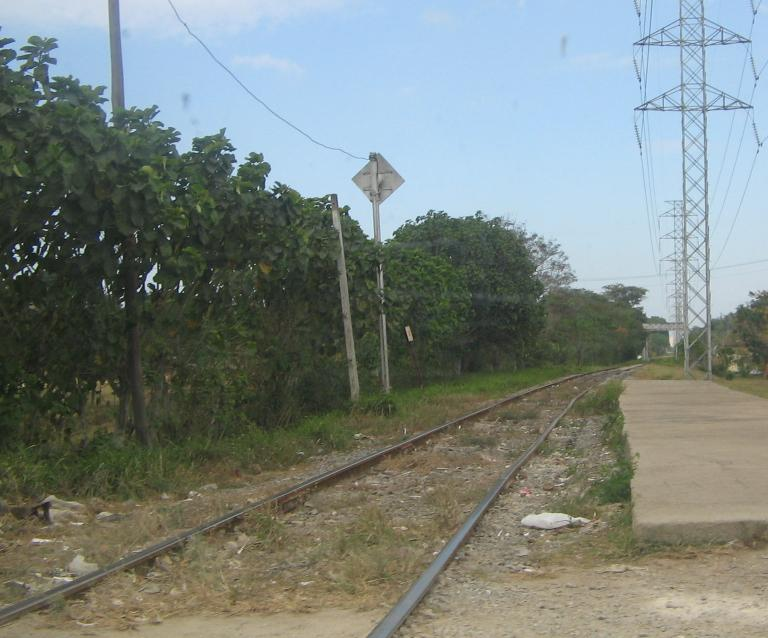
ハバナ・クハエ (Havana Entronque Cujae) 駅

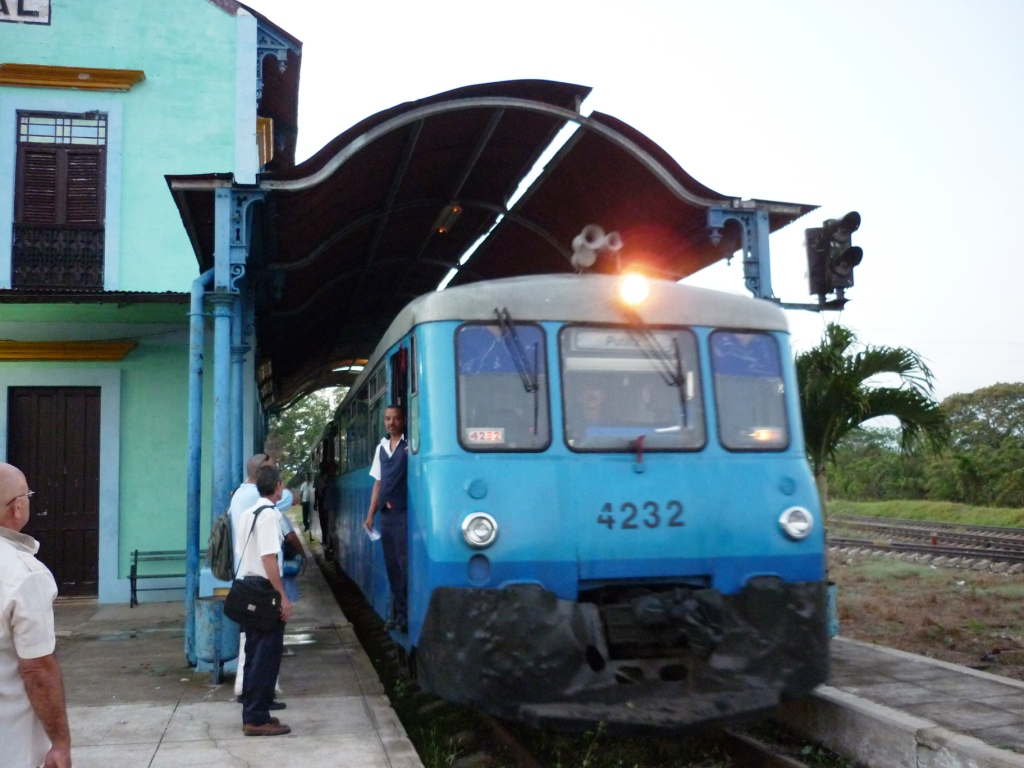
ベフカル (Bejucal) 駅での近郊列車

ハバナ近郊鉄道（ハバナきんこうてつどう、西: Red del ferrocarril suburbano de La Habana、英: Havana Suburban Railway）は、キューバ共和国（通称：キューバ）の首都ハバナ市およびその郊外にて運行されている旅客鉄道網である。
当鉄道は、国営企業である「キューバ鉄道」 (Ferrocarriles de Cuba) が所有しており、カリブ海の島で唯一の近郊鉄道となっている。

## 概要
ハバナ市の外部では、アルテミサ州およびマヤベケ州にある大都市圏のいくつかの町で旅客鉄道網の運行がされている。
マタンサス州のごく一部では、ハバナ・カサブランカ (Havana Casablanca) の駅からマタンサス (Matanzas) までのハーシー電気鉄道 (Hershey Electric Railway) が、キューバで唯一の電化路線として運行されている。

### 「ハバナ地下鉄」 (Havana Subway) 計画
1921年に、ハバナ市のラピッド・トランジット網の建設に向けての計画が、既に研究されていた。
キューバとソビエト連邦の関係のために、1970年代後半および1980年代に、ロシア・ソビエト連邦社会主義共和国（現・ロシア連邦）の地下鉄網を基礎とした、地下鉄向けの他の計画が研究されていた。
1991年のソビエト連邦の崩壊後、そしてキューバ政府の資本不足の結果、「ハバナ・メトロ」 (Havana Metro) のための仮説を破棄している。

## ルート
旅客鉄道網は、以下のハバナ市の3つのターミナル駅から発車する8路線から成っている。
- ハバナ・セントラル（英語版） (Havana Central) - 4路線。
- ハバナ・トゥリパン（英語版） (Havana Tulipán) （または19・デ・ノビエムブレ (19 de Noviembre) ） - 3路線。
- ハバナ・カサブランカ（英語版） (Havana Casablanca) - 1路線。

| 1 | ハバナ・セントラル ↔ ハバナ・コトロ (Havana Cotorro) ↔ サン・ホセ・デ・ラス・ラハス (San José de las Lajas) ↔ グイネス (Güines) ↔ パロス (Palos)                                                            |
| 2 | ハバナ・セントラル ↔ ハバナ・カラバサル (Havana Calabazar) ↔ ハバナ・アエロプエルトT1 (Havana Aeropuerto T1) ↔ ハバナ・サンティアーゴ・デ・ラス・ベガス (Havana Santiago de Las Vegas) ↔ ベフカル (Bejucal) |
| 3 | ハバナ・セントラル ↔ ハバナ・パルケ・レニン (Havana Parque Lenin) ↔ ハバナ・エクスポクーバ (Havana ExpoCuba)                                                                                                |
| 4 | ハバナ・セントラル ↔ ハバナ・グアナボ・ビエホ (Havana Guanabo Viejo) ↔ ハバナ・プラヤ・デ・グアナボ (Havana Playa de Guanabo)                                                                               |
| 5 | ハバナ・トゥリパン ↔ ハバナ・リンコン (Havana Rincón) ↔ サン・アントニオ・デ・ロス・バニョス (San Antonio de los Baños)                                                                                     |
| 6 | ハバナ・トゥリパン ↔ ハバナ・リンコン ↔ グイラ・デ・メレナ (Güira de Melena) ↔ アルキサル (Alquízar) ↔ アルテミサ (Artemisa) （ウェスト線 (West Line) ）                                                    |
| 7 | ハバナ・トゥリパン ↔ ハバナ・リンコン ↔ ベフカル ↔ バタバノ (Batabanó) （サウス線 (South Line) ） |
| 8 | ハバナ・カサブランカ ↔ ハバナ・グアナボ・ビエホ ↔ サンタ・クルス・デル・ノルテ (Santa Cruz del Norte) ↔ マタンサス (Matanzas) （ハーシー線 (Hershey Line) ）                                                |

## サービス
旅客鉄道網は、都市交通としての限定された利用としており、主に首都を取り巻く郊外および町での運行を想像している。
料金は非常に安く、国家より助成金が支給されている。
列車の運行頻度は低く、ルートごとに日々の発車が2〜5本で変化しており、列車編成はいくつかのルートで2両または3両編成の客車およびディーゼル機関車から成っている。
いくつかの駅では、バス網およびハバナ市の主要な公共都市交通である「メトロバス」 (MetroBus) に連絡している。
2012年現在、キューバ政府は鉄道網の活性化およびサービス拡大のために努力をしている。